# Jリーグ加盟を目指すクラブ
Jリーグ加盟を目指すクラブ（Jリーグかめいをめざすクラブ）は、JFL、地域リーグまたは都道府県リーグに所属するサッカークラブのうち、将来的に日本プロサッカーリーグ（Jリーグ）への参戦を目指していることを公式に表明しているクラブの一覧である。
本項目では、J3クラブライセンスが交付されたクラブやJリーグ百年構想クラブなどJリーグ加盟を目指していることが明確であるクラブに加え、公式ウェブサイトあるいはプレスリリース等で「Jリーグ百年構想クラブを目指す」「Jリーグ百年構想の理念に賛同して」などの表現によりJリーグ加盟を目指すことを示唆することを公式に表明しているクラブについて記すものとし、将来的に加盟できる可能性については考慮していない。また、都道府県リーグより下位の地区リーグ・市町村リーグ所属のクラブについては含めない。
2025年シーズンにおいて、Jリーグクラブが存在していない都道府県は6県あるが、そのうち岩手には過去にJリーグに所属していたクラブが、三重、滋賀の2県にはJ3クラブライセンスが交付されたクラブが存在し、残る福井、和歌山、島根の3県にもJリーグを目指すクラブが存在している。
以下、各クラブの所属リーグは2025シーズン。

## 過去にJリーグに所属していたクラブ
- いわてグルージャ盛岡（岩手県内全市町村（14市15町4村））
- Y.S.C.C.横浜（神奈川県横浜市）

## J3クラブライセンスが交付されたクラブ
2025シーズンJ3クラブライセンスが交付されたクラブ（★はJリーグ百年構想クラブ）

### JFL所属
- ラインメール青森FC（青森県青森市）
- クリアソン新宿★（東京都新宿区）
- ヴィアティン三重（三重県桑名市、いなべ市、員弁郡東員町、桑名郡木曽岬町、三重郡菰野町、川越町、朝日町）
- レイラック滋賀FC（滋賀県草津市、東近江市、彦根市）
- ヴェルスパ大分（大分県大分市、別府市、由布市）

## Jリーグ百年構想クラブ
Jリーグ百年構想クラブのうちJ3クラブライセンスが交付されたクラブについては前述。

### 地域リーグ所属
- VONDS市原（関東1部、千葉県市原市）
- 南葛SC（関東1部、東京都葛飾区）
- 東京23フットボールクラブ（関東1部、東京都江戸川区）

## その他のクラブ
◆は、これまでにJリーグ百年構想クラブの認定申請（または旧・Jリーグ準加盟の申請）を行ったことが明らかになっているクラブ

### JFL所属
- ブリオベッカ浦安・市川（千葉県浦安市、市川市） - Talknoteに「将来的にJリーグに昇格することを目標としています。」と記載[1]。
- アトレチコ鈴鹿クラブ◆（三重県鈴鹿市） - 2021年にJリーグ百年構想クラブ認定、2022年に不祥事により失格処分。2022年中の再申請を目指したが、現在に至るまで再認定はされていない[2][3]。
- FCティアモ枚方（大阪府枚方市、寝屋川市、交野市を中心とした北河内地域） - 公式サイトに「枚方・寝屋川・交野を中心とした北河内地域からJリーグへ」と記載[4]。
- 飛鳥FC（奈良県橿原市を中心とした中南和地域） - 公式サイトに「奈良県中南和のJリーグを目指す社会人サッカークラブ」と掲載[5]。
- 沖縄SV◆（豊見城市、うるま市、沖縄市を中心とする沖縄県全県） - 2022年にJリーグ百年構想クラブ認定、2023年に脱退。脱退後もJリーグ加盟を目指す[6]。

### 地域リーグ所属
- 北海道サッカーリーグ

  - ASC北海道（苫小牧市、勇払郡厚真町） - 公式Instagramに「北海道苫小牧市からJリーグへ」と記載[7]。
  - BTOP北海道（夕張郡栗山町） - 公式サイトに「Jリーグ本格参入を目指すプロサッカークラブを正式発足いたしました」と記載[8]。
  - Canale小樽（小樽市） - 公式サイトに「小樽からJリーグへ」と記載[9]。
  - 北海道十勝スカイアース（帯広市を中心とする十勝地域） - 公式サイトに「JFL昇格、Jリーグ参入を目指す運びとなりました。」と記載[10]。
- 東北社会人サッカーリーグ

  - ブランデュー弘前FC（1部、青森県弘前市と周辺自治体） - 公式サイトに「弘前からJリーグ昇格の夢を叶えましょう！」と記載[11]。
  - FCガンジュ岩手（1部、岩手県盛岡市、八幡平市） - 公式サイトに「FCガンジュ岩手はJリーグ参入を目指します」と記載[12]。
  - コバルトーレ女川◆（1部、宮城県牡鹿郡女川町） - 2022年にJリーグ百年構想クラブ認定、2023年に脱退。脱退後もJリーグ加盟を目指す[13]。
  - みちのく仙台FC（1部、宮城県仙台市） - 公式サイトの監督紹介ページ内に「東北1部リーグ昇格・JFL昇格・Jリーグ昇格までの道のりをご一緒できたら嬉しいです！」と記載[14]。
  - ボゴーレ.D.津軽FC（2部北、青森県つがる市） - チーム名の一般公募の記事に「悲願のJリーグ入りへ」と記載[15]。
  - FCプリメーロ福島（2部南、福島県郡山市・鏡石町） - クラブ運営者がプレゼンターとして紹介されているInstagramの記事に「Jリーグ昇格を見据えた体制作りへと変わりました」と記載[16]。
- 関東サッカーリーグ

  - つくばFC（1部、茨城県つくば市） - トップチームの名称は「ジョイフル本田つくばFC」。公式サイトに「将来の「Jリーグ」参入を目指し活動しています。」と記載[17]。
  - 東京ユナイテッドFC（1部、東京都文京区） - 公式サイトに「トップチームは近い将来にJリーグ参入、いずれは日本一を目指す」と記載[18]。2021年に東京武蔵野シティFCと合弁提携、東京武蔵野ユナイテッドFCの名で武蔵野側でのJリーグ参戦を目論んでいたが、2023年に解消した[19]。
  - エリース豊島FC（1部、東京都豊島区）- 公式X（旧Twitter）に「豊島区からJリーグ参入を目指して活動しています」と記載[20]。
  - COEDO KAWAGOE F.C（2部、埼玉県川越市） - 公式サイトに「埼玉県川越市をホームに、Jリーグを目指す」と記載[21]。
  - SHIBUYA CITY FC （2部、東京都渋谷区） - 公式サイトに「渋谷からJリーグへ。」と記載[22]。
  - EDO ALL UNITED（2部、東京都中央区、江東区） - 公式X（旧Twitter）に「Jリーグ参入/クラブW杯優勝を目指す。」と記載[23]。
  - エスペランサSC（2部、神奈川県横浜市栄区野七里） - 公式Instagramに「将来的に"Jリーグ参入"を目指します」と記載[24]。
  - 厚木はやぶさFC（2部、神奈川県厚木市） - 公式Instagramに「厚木からJリーグへ!!」と記載[25]。
- 北信越フットボールリーグ

  - アルティスタ浅間（1部、長野県東御市を中心とする東信地域） - 公式サイトに「Jリーグ参入に準備・始動します」と記載[26]。
  - 富山新庄クラブ（1部、富山県富山市） -公式HPに「運営業務を新会社『株式会社 SPOT』に移管し、本格的に JFL 参入、J リーグ参入を目指す所存です。」と記載[27]。
  - SR Komatsu（1部、石川県小松市） - 公式サイトに「サッカー選手として、Jリーグ、世界に挑戦できるクラブ」と記載[28]。
  - 福井ユナイテッドFC（1部、福井県あわら市、坂井市、福井市、大野市、勝山市、鯖江市、越前市、敦賀市、小浜市、吉田郡永平寺町、丹生郡越前町、今立郡池田町、南条郡南越前町、三方郡美浜町、三方上中郡若狭町、大飯郡おおい町、高浜町） - 公式サイトに「Jリーグ参入を目指す」と記載[29]。
  - エヌスタイル（2部、富山県富山市） -公式Instagramに「エヌスタイルTOPチームはJリーグ参入を目指して活動をしています！」と記載[30]。
- 東海社会人サッカーリーグ

  - 岳南Fモスペリオ（1部、静岡県富士市、富士宮市） - 公式サイトに「静岡県富士市・富士宮市（岳南地区）からJリーグを目指して活動しているサッカークラブです。」と記載[31]。
  - FC刈谷（1部、愛知県刈谷市、大府市、高浜市、碧南市、知多郡東浦町、阿久比町） - 公式サイトに「愛知県 知多三河地域からJリーグクラブを。」と記載[32]。
  - wyvern（1部、愛知県刈谷市、知多市） - 公式サイトに「wyvernはJリーグ参入を果たします」と記載[33]。
  - FC.ISE-SHIMA（1部、三重県中南部地域） - 公式サイトに「三重県・中南部地域からJリーグ入りを目指す」と記載[34] 。
  - 東海FC（2部、愛知県名古屋市、弥富市）- 公式Instagramに「名古屋から2番目のJクラブを!」と記載[35]。
- 関西サッカーリーグ

  - FC BASARA HYOGO（1部、兵庫県明石市） - 公式サイトに「2024年にトップチームを発足し、地域リーグからJリーグへの参入を目指します。」と記載[36]。
  - Cento Cuore HARIMA（1部、兵庫県播磨地域） - 公式サイトに「JFL（日本フットボールリーグ）、Jリーグ昇格を目標に戦っています。」と記載[37] 。
  - FC.AWJ（1部、兵庫県洲本市を中心とする淡路島全域） - 公式サイトに「ヴィッセル神戸に次ぐ兵庫県2番目のJリーグクラブを目指します。」と記載[38]。
  - VELAGO生駒（1部、奈良県生駒市） - 2025年、レイジェンド滋賀FCから移管。公式Instagramに「奈良県生駒市からJリーグを目指す」と記載。[39]。
  - アルテリーヴォ和歌山（1部、和歌山県全域） - 公式サイトに「アルテリーヴォ和歌山は、和歌山県全域を活動区域とし、将来のJリーグ入りを目指して活動するサッカークラブです。」と記載[40]。
  - おこしやす京都AC◆[41]（2部、京都府京都市） - 公式X（旧Twitter）に「京都からJリーグを目指して闘う」と記載[42]。
  - 京都紫光クラブ（2部、京都府京都市） - 2025年、トップチームの株式会社化に際し「Jリーグ参入を視野に入れた中長期計画を策定」と記載[43][44]。
- 中国サッカーリーグ
  - ベルガロッソいわみ（島根県浜田市を中心とした石見地方全域） - 公式サイトに「IWAMIからJリーグを。」と記載[45]。
  - 福山シティFC（広島県福山市） - 公式サイトに「Jリーグに参入を果たし、2030年にはJ1で優勝争いできるクラブを目指す」と記載[46]。
  - 廿日市FC（広島県廿日市市） - 公式サイトに「Jリーグ参入に向けて」と記載[47]。
  - FCバレイン下関（山口県下関市） - 公式サイトに「下関にJリーグを！」と記載[48]。
- 四国サッカーリーグ
  - アルヴェリオ高松（香川県高松市） - 公式サイトに「高松からJリーグを目指し、地域と一緒になってコツコツ取り組んでいきます。」と記載[49]。
  - FC徳島（徳島県吉野川市） - 公式Instagramに「2027年にJリーグ昇格」と記載[50]。
  - YFC四国中央（愛媛県四国中央市） - クラブを紹介している地域情報サイト内に「さらに上は、もうJリーグ！！そんなサプライズをみなさんと一緒にこの街で、実現したい！」と記載[51]。
- 九州サッカーリーグ
  - Brew SAGA（佐賀県鹿島市） - ニュースリリースに「将来的にJFLへの参入を目指し、その先にあるJリーグ昇格を実現するため、佐賀県全域で活動を展開していきたいと考えています」と記載[52]。
  - FC延岡AGATA（宮崎県延岡市）- 公式サイトに「宮崎の地、県北(延岡)からJリーグを！」と記載[53]。
  - ヴェロスクロノス都農（宮崎県児湯郡都農町） - 公式サイトに「5年でJ3が私たちクラブの夢です。」と記載[54]。

### 都道府県リーグ所属
- 札幌ブロックリーグ
  - 北海道フォルトゥナフットボールクラブ（札幌市）- 公式X（旧Twitter）に「Jリーグを目指して活動中です」と記載[55]。
- 道南ブロックリーグ
  - FC函館ナチャーロ（函館市を中心とした渡島・檜山地域） - 公式サイトに「私たちは函館市を中心とした道南地域（渡島・檜山）を母体とする将来のJリーグ参入を目指すサッカークラブです。」と記載[56]。
- 道央・道北ブロックリーグ
  - KAMUI FC HIGASHIKAWA（東川町を中心とした旭川地域）- 公式サイトで紹介されている旭川市立大学大学院の修士論文内に「旭川地域においてJリーグ入りを目指す地域サッカーチームとして「KAMUI FC HIGASHIKAWA」が設立された。」と記載[57]。
- 青森県社会人サッカーリーグ
  - LIDEAL Aomori（弘前市） - 2025年より新規加盟。公式Instagramに「10年でJ1に到達するチームを作りあげます。」と記載[58]。
- 宮城県サッカーリーグ
  - バンブルビー白石（2部、白石市） - 公式Instagramに「宮城県白石市にプロチームを」と記載[59]。
- 茨城県社会人サッカーリーグ
  - 境トリニタス（1部、猿島郡境町） - 公式サイトに「将来の「Jリーグ」に挑戦します。」と記載[60]。
  - アイデンティみらい（1部、つくばみらい市） - 公式サイトに「目指すは全国リーグ、Jリーグ!」と記載[61]。
  - 古河シティFC（1部、古河市）- 公式Instagramに「古河からJリーグを目指すサッカークラブ。」と記載[62]。
  - FC古河（2部Aブロック、古河市） - 公式Facebookに「Jリーグ参入を目指す」と記載[63]。
  - FC ESPERANZA FIELD OF DREAMS（2部Aブロック、茨城県南地域） - 公式サイトに「FCエスペランサの最終的な目標は、地域リーグ、そしてその上のJリーグへの昇格です。」と記載[64]。
  - 日立SC（3部Dブロック、日立市） - 公式Instagramに「日立からJへ!」と記載[65]。
- 栃木県社会人サッカーリーグ
  - FC CASA FORTUNA OYAMA（1部、小山市）- 公式サイトに「小山市にJリーグを本格的に目指して活動致します」と記載[66]。
  - 那須野ヶ原FC（2部Aブロック、那須塩原市、大田原市、那須郡那須町、那珂川町） - 公式サイトに「Jリーグ昇格を目指します。」と記載[67]。
- 群馬県社会人サッカーリーグ
  - 邑楽ユナイテッドFC（1部、太田市、館林市、桐生市、みどり市、邑楽郡邑楽町、大泉町、明和町、千代田町、板倉町） - 公式サイトに「私たち邑楽ユナイテッドFCは将来のJリーグ入りを目指すサッカークラブです。」と記載[68]。
  - ソルジェンテ群馬（2部、沼田市） - 公式サイトに「地域活性化をミッションにJリーグ参入を目指して日々活動しています。」と記載[69]。
- 埼玉県社会人サッカーリーグ
  - アヴェントゥーラ川口（1部、川口市） - 公式サイトに「川口からJリーグへ!」と記載[70]。
  - KUMAGAYA CITY FC（1部、熊谷市） - 運営法人の公式サイトに「熊谷市からJリーグ参入を目指す」と記載[71]。
  - FCカラスト埼玉南西（1部、新座市、朝霞市、志木市、和光市、富士見市、ふじみ野市、入間郡三芳町） - 公式サイトに「埼玉南西からJリーグへ」と記載[72]。
  - ACアルマレッザ入間（1部、入間市） - 公式サイトに「埼玉県入間市を拠点にJリーグを目指す社会人サッカークラブ」と記載[73]。
  - KONOSU CITY FC（1部、鴻巣市、北本市） - 公式サイトに「鴻巣にJリーグチームを創る」と記載[74]。
  - 越谷FC（2部Aブロック、越谷市） - クラブ代表理事である福田晃のブログに「越谷FCの代表理事として、越谷市にJリーグ設立を目指す」と記載[75]。
  - FCプエンテット（2部Aブロック、吉川市、越谷市、三郷市） - クラウドファンディングでの自己紹介文に「将来的にはJリーグ参入も見据えております」と記載[76]。
  - CALIENTE KUMAGAYA（2部Bブロック、熊谷市） - 公式サイトに「クマガヤからJリーグへ」と記載[77]。
  - トゥクヌー草加（3部東部ブロック、草加市）- 公式サイトに「草加市からJリーグへ」と記載[78]。
- 千葉県社会人サッカーリーグ
  - 房総ローヴァーズ木更津FC（1部、木更津市を中心とする内房地域および外房地域を含む房総半島全域） - 公式サイトに「Jリーグ参入を目指すに際し、ホームタウンを木更津市と明確に定め、活動を開始いたします。」と記載[79]。
  - Narita United（1部、成田市） - 公式Instagramに「成田市からJリーグへ!」と記載[80]。
  - 市川SC（1部、市川市） - 下部組織の公式サイトに「トップチーム市川SCはJリーグ参入を目指し」と記載[81]。
  - MATSUDO CITY FC（1部、松戸市） - 公式サイトに「松戸市からJリーグ入りを目指すサッカークラブです。」と記載[82]。
  - NAGAREYAMA F.C.（1部、流山市） - 公式サイトに「10年以内にJリーグ参入を目指す。」と記載[83]。
  - FC GRASION東葛（1部、東葛地区） - 2024年に「FC GRASION」から改称。公式サイトに「日本のトップカテゴリーのJリーグ参入を目指し、世界で活躍する人材、選手を育成します。」と記載[84]。
  - 千葉SC（2部1ブロック、千葉市美浜区） - 公式サイトに「千葉市からJリーグ・Fリーグへ!」と記載[85]。
  - 船橋FC（2部1ブロック、船橋市） - 公式サイトに「さあ、Jリーグへの道を、みんなの力で！」と記載[86]。
  - 桜シティFC（2部1ブロック、千葉市美浜区）- 公式Instagramに「Jリーグ加盟を目指し、どん底から精進中」と記載[87]。
  - KAMAGAYA SC（2部2ブロック、鎌ケ谷市） - 公式サイトに「Jリーグ参入を目標としています。」と記載[88]。
  - 習志野シティFC（2部3ブロック、習志野市） - 公式Instagramに「習志野からJリーグへ!」と記載[89]。
  - ATER NAVIS（3部2ブロック、千葉市） - 公式サイトに「10年後にJリーグ参入を目指す新チーム。」と記載[90]。
  - アバック銀座FC（3部4ブロック、中央区） - 2024年度は東京都リーグ4部に在籍。公式サイトに「関東社会人リーグ、JFL、Jリーグ参入を目指したサッカークラブを発足します。」と記載[91]。
  - MINDS CHIBA FC（3部6ブロック、富津市） - 2025年度より「MC富津FC」から改称。公式Instagramにチームの長期目標として「2040年Jリーグ参入」と記載[92]。
- 東京都社会人サッカーリーグ
  - アローレ八王子（1部、八王子市）- 公式X（旧Twitter）に「八王子市犬目町のアローレパークからJリーグへ夢を広げます」と記載[93]。
  - 八王子FC（1部、八王子市） - 公式サイトに「八王子FCチームスローガンを胸にＪリーグ参入と言う大きな夢を掴むために、まだまだ走り続けます。」と記載[94]。
  - TOKYO2020 FC（1部、東京都） - 公式Instagramに「Jリーグ入りを目指して活動中です!」と記載[95]。
  - スペリオ城北（2部1ブロック、北区、板橋区、荒川区、豊島区、足立区） - 公式サイトに「この街からJリーグをめざす!!」と記載[96]。
  - FC NossA 八王子（2部1ブロック、八王子市） - 公式サイトに「本気でJリーグ目指します!」と記載[97]。
  - 大森FC（2部1ブロック、大田区） - トップチーム公式Instagramに「『LOCAL HEROES』とともにJリーグを目指す」と記載[98]。
  - シュワーボ東京（2部1ブロック、江東区） - 公式サイトに「将来的な目標としましてはJリーグ百年構想クラブへの認定を目指して一つ一つの要件を満たしていく所存です。」と記載[99]。
  - FC COAST（2部3ブロック、品川区、港区、中央区、江東区） - 公式Facebookに「当クラブは東京の湾岸地区からJリーグを目指し、新たなる目標達成に向けた戦力強化を目的に、共に闘う仲間を募集します。」と記載[100]。
  - AC Fuerte Tokyo（2部3ブロック、国立市） - 公式Instagramに「将来はJリーグ参入を果たし、日本を代表するプロクラブまで成長していきたいと考えています。」と記載[101]。
  - SETAGAYA UNITED（2部3ブロック、世田谷区） - ニュースサイトの紹介文に「同チームは2022年1月1日、世田谷からJリーグ参入を目指すサッカーチームとして誕生。」と記載[102]。
  - C.A.Real.Tokyo（3部1ブロック、東京都） - 公式Instagramに「将来Jリーグ参加を念頭に活動するフットボールクラブ」と記載[103]。
  - エベルフィーノ城南・東京（4部2ブロック、港区、渋谷区、目黒区、品川区、大田区、世田谷区） - 公式Instagramに「東京・城南6区から将来のJリーグ入りを目指して活動しているフットボールクラブ」と記載[104]。
  - NAKANO CITY FC（4部2ブロック、中野区） - クラブを運用している一般社団法人の公式サイトに「中野区からJリーグ参入を目指す社会人チーム」と記載[105]。
  - Historia Tokyo（4部3ブロック、江東区） - 公式Facebookに「ゼロから本気でJリーグを目指すサッカークラブ」と記載[106]。
  - REVENGERS FC（4部4ブロック、東京都） - 公式サイトに「Jリーグ参入を目指すサッカーチームです。」と記載[107]。
  - NERIMA CITY FC（4部5ブロック、練馬区） - 2024年より新規加盟。公式Instagramに「練馬からJリーグを目指すサッカークラブ」と記載[108]。
- 神奈川県社会人サッカーリーグ
  - 鎌倉インターナショナルFC（1部、鎌倉市） - 公式YouTubeチャンネルの概要に「プロサッカークラブ（Jリーグ参入）、そして世界を目指して活動をしています」と記載[109]。
  - 東急SレイエスFC（1部、横浜市青葉区） - 公式ブログに「TOPチームを創りJリーグを目指す」と記載[110]。
  - デスペルーホ藤沢（2部Aブロック、藤沢市） - クラウドファンディングでの自己紹介文に「上位カテゴリー(Jリーグ)昇格を目指して日々活動しています」と記載[111]。
  - エブリサ藤沢ユナイテッド（2部Bブロック、藤沢市） - 公式サイトに「藤沢からプロチーム、Jリーグ加盟、アジアを目指して熱く活動して参ります。」と記載[112]。
  - FC AIVANCE横須賀シティ（2部Cブロック、横須賀市） - 地域情報サイトに「トップチームは将来的にＪリーグ参入を目標にしていきたい」と記載[113]。
  - F.C.フリゲート大和（3部Dブロック、大和市） - 2024年より新規加盟。公式Instagramに「#大和市からJリーグへ」と記載[114]。
  - 横浜副都心ALBATZ FC（3部Fブロック、横浜市港南区、磯子区） - 2023年までは東京都リーグに在籍。公式サイトに「港南区・磯子区から目指せJ3!」と記載[115]。
  - ルミエール青葉（3部Fブロック、青葉区）- 衆議院議員である三谷英弘の公式X（旧Twitter）にて「これからJリーグを目指して頑張っていくとのこと。」と記載[116]。
  - 江の島FC（3部Gブロック、江の電沿線を中心とした湘東地域） - 公式noteに「10年でJリーグへ」と記載[117]。
- 長野県フットボールリーグ
  - F.C.中野エスペランサ（1部、中野市） - 公式サイトに長期計画としてJリーグ昇格を掲げている[118]。
- 新潟県サッカーリーグ
  - 燕三条CITY FC（2部、燕市、三条市） - 公式Instagramに「"ものづくりのまち 燕三条から Jリーグを目指して"」と記載[119]。
- 石川県フットボールリーグ
  - LionPower小松（1部、小松市） - 公式サイトに「Jリーグ入りを目指して頑張っています。」と記載[120]。
- 福井県サッカーリーグ
  - パトリアーレSABAE（2部、鯖江市） - トップチームの名称は「パトリアーレSABAEアルティマ」。公式サイトに「ヒト・マチ・クラブが一体となって世界一のプロサッカークラブを目指す。」と記載[121]。
- 静岡県社会人サッカーリーグ
  - フォンテ静岡FC（1部、静岡市葵区） - 公式サイトに「フォンテは10年内のJリーグ参入を目指します。」と記載[122]。
  - 浜松シティF.C（1部、浜松市） - 公式サイトに「浜松シティFCは浜松初のJリーグを目指す!」と記載[123]。
  - SHIMIZU Wanted（1部、静岡市清水区） - 公式Instagramに「将来的にプロ化を目指す!」と記載[124]。
  - United.Izu.Peninsula（3部、伊豆半島全域） - 公式サイトに「伊豆半島からJの舞台へ!」と記載[125]。
  - SV Norderstadt（3部、浜松市） - トップチームの名称は「浜松SVN」。公式サイトに「TOPチームはJリーグ参入を目標」と記載[126]。
- 愛知県社会人サッカーリーグ
  - 名古屋シティユナイテッドFC（1部、名古屋市を中心とした知多・尾張地区） - 公式X（旧Twitter）に「市民クラブとしてJリーグ参入を目指すサッカーチームです。」と記載[127]。
  - 瀬戸FC（1部、瀬戸市を中心とした東尾張地区） - 公式サイトに「愛知県東尾張地区からJリーグ参入を目指し」と記載[128]。
  - SC豊橋アゼリア（3部、豊橋市）-公式Instagramに「豊橋からJリーグ／世界を目指すサッカークラブ」と記載[129]。
  - C GROSSO知多（3部、知多半島）-元所属の阿部翔平のインタビュー記事に「長期的にはＪＦＬ昇格やＪリーグ入りも目指す」と記載[130]。
  - 八事FC（3部、天白区）- 公式Instagramに「J9→J3へ」と記載[131]。
- 三重県サッカーリーグ
  - TSV1973四日市（1部、四日市市） - 公式Facebookに「育成型Jチーム、5年後のJFL参入を目指し地域に根ざしたクラブ作りをしていきます」と記載[132]。
- 岐阜県社会人サッカーリーグ
  - FC.Bombonera（1部、多治見市を中心とする中濃・東濃地区）- 公式Instagramに「岐阜県からJリーグ参入を目指すサッカーチーム。」と記載[133]。
  - FC OK’DELESUN（1部、大垣市） - 2025年、FC大垣KOGANSから改称し運営を移管。酒井匠が新規加入した際のコメントとして、公式Instagramに「岐阜県から2チーム目のＪリーグのチームを目指すべく精進します」と記載[134]。
  - VOYAGERS（1部、東美濃） - 2025年、FCオリベ多治見から改称し運営を移管。クラブの事業部長と監督を兼任する進藤誠司の公式X（旧Twitter）にて「Jリーグを目指し、選手のキャリア形成のサポートもするチームです！」と記載[135]。
- 滋賀県社会人サッカーリーグ
  - ヴィアベンテン滋賀（1部、守山市） - 公式Instagramに「#滋賀県にJリーグを」と記載[136]。
- 京都フットボールリーグ
  - マッチャモーレ京都山城（1部、山城地域） - 公式サイトに「2030年のJリーグ昇格を目指して、2020年8月に創設されました。」と記載[137]。
  - URANO.S KYOTO（2部Cブロック、乙訓地域） - 公式サイトに「乙訓地域からJリーグ参入を目指し、活動しているクラブチームです。」と記載[138]。
  - SKブリンク（2部Cブロック、木津川市） - 公式X（旧Twitter）に「木津川市からJリーグ」と記載[139]。
  - 精華LEORESON FC（3部Fブロック、精華町） - 公式Instagramに「目指すはＪリーグ昇格」と記載[140]。
- 大阪府社会人サッカーリーグ
  - OsakaCitySC（プラチナリーグ、大阪市中央区）- 公式X（旧Twitter）に「大阪市中央区からJリーグ参入に挑戦」と記載[141]。
  - デューミラン大阪（プラチナリーグ、大阪市） - 公式Instagramに「⚽️大阪からJリーグを目指すチーム」と記載[142]。
  - CLFC（2部Aブロック、大阪府） - 24年まで八尾大正クラブ。公式サイトに「Jリーグ参入を目指す」と記載[143]。
  - FC天満テンジンバシ（2部Cブロック、大阪市北区） - 公式Facebookに「天満からJリーグへ!!」と記載[144]。
  - 茨木SC2014（3部Aブロック、茨木市） - 公式ブログに「茨木市からJリーグを目指します」と記載[145]。
  - デルスール大阪（3部Bブロック、南大阪地域） - 2025年より新規加盟。公式Instagramに「南大阪からJリーグへ」と記載[146]。
- 兵庫県社会人サッカーリーグ
  - FC SONHO 川西（川西市、川辺郡猪名川町） - 公式Instagramに「#川西市からJリーグへ」と記載[147]。
- 和歌山県社会人サッカーリーグ
  - FC和歌山（1部、和歌山県全域） - 公式サイトに「和歌山初のプロサッカーチーム誕生に向かって」と記載[148]。
  - 南紀オレンジサンライズFC（1部、南紀地方） - ニュースサイトの特集記事に「いつかは夢のJリーグ参入へ！」と記載[149]。
  - FCアズール和歌山（2部、岩出市、紀の川市） - 運用NPOの紹介ページに「サッカーのトップチームはJリーグ加盟を目指して活動をしています。」と記載[150]。
  - FC KISHU（3部、有田市） - 公式サイトに「Jリーグ参入への挑戦」と記載[151]。
  - UNO和歌山（3部、和歌山市） - 所属選手のInstagramに「将来的にJリーグ入りを目指す」と記載[152]。
- 広島県社会人サッカーリーグ
  - ヴァリアモーレ安芸（1部、広島市安芸区、安芸郡府中町、海田町、坂町、熊野町） - 2024年に「H"IDE」から改称。公式サイトに「将来的なJリーグ参入に向けて活動しているクラブです。」と記載[153]。
  - 広島ユナイテッドFC尾道（1部、尾道市） - 公式サイトに「本気で”広島県からの2つ目のJリーグ入り”を目指している社会人サッカーチームです。」と記載[154]。
- 福岡県社会人サッカーリーグ
  - ONE SOUL.C福岡（2部、福岡市東区、古賀市）- 公式ブログに「Jリーグ加盟に向けて出来ることをひとつずつやっていきます」と記載[155]。
  - 久留米AZALEA（2部、久留米市）- 公式Facebookに「将来的にJリーグ参入を目指している」と記載[156]。
- 熊本県サッカーリーグ
  - イロンデル熊本FC（1部、熊本市）- 公式Instagramに「Jリーグの舞台に立つ日を目指します」と記載[157]。
- 鹿児島県社会人サッカーリーグ
  - KAJIKI F.C.（1部、姶良市加治木町） - 公式Instagramに「鹿児島県に新たなプロサッカーチームを」と記載[158]。
  - RLANZA KIRISHIMA FC（1部、霧島市） - 2025年、KIRISHIMA REDSから改称。読み方は「ランザ霧島FC」。公式Instagramに「#霧島市からプロクラブを」と記載[159]。
  - モンスター霧島S.C.（2部、霧島市） - トップチームの名称は「モンスター霧島GTSC」。公式サイトに「20年後にはプロサッカーチームを作る」と記載[160]。
  - Guerreros Kagoshima（5部、鹿児島県全域） - 2025年より新規加盟。読み方は「ゲレロス鹿児島」。クラブの取材noteに「目指すのは、5年以内に九州リーグ参入、そしてゆくゆくはJリーグの舞台。」と記載[161]。
- 沖縄県社会人サッカーリーグ
  - カマラーダ名護（3部南リーグ、名護市）- 公式Instagramに「本気でJリーグ参入を目指すチームを作っていきます」と記載[162]。